# Heinrich VI. (Reuß-Obergreiz)

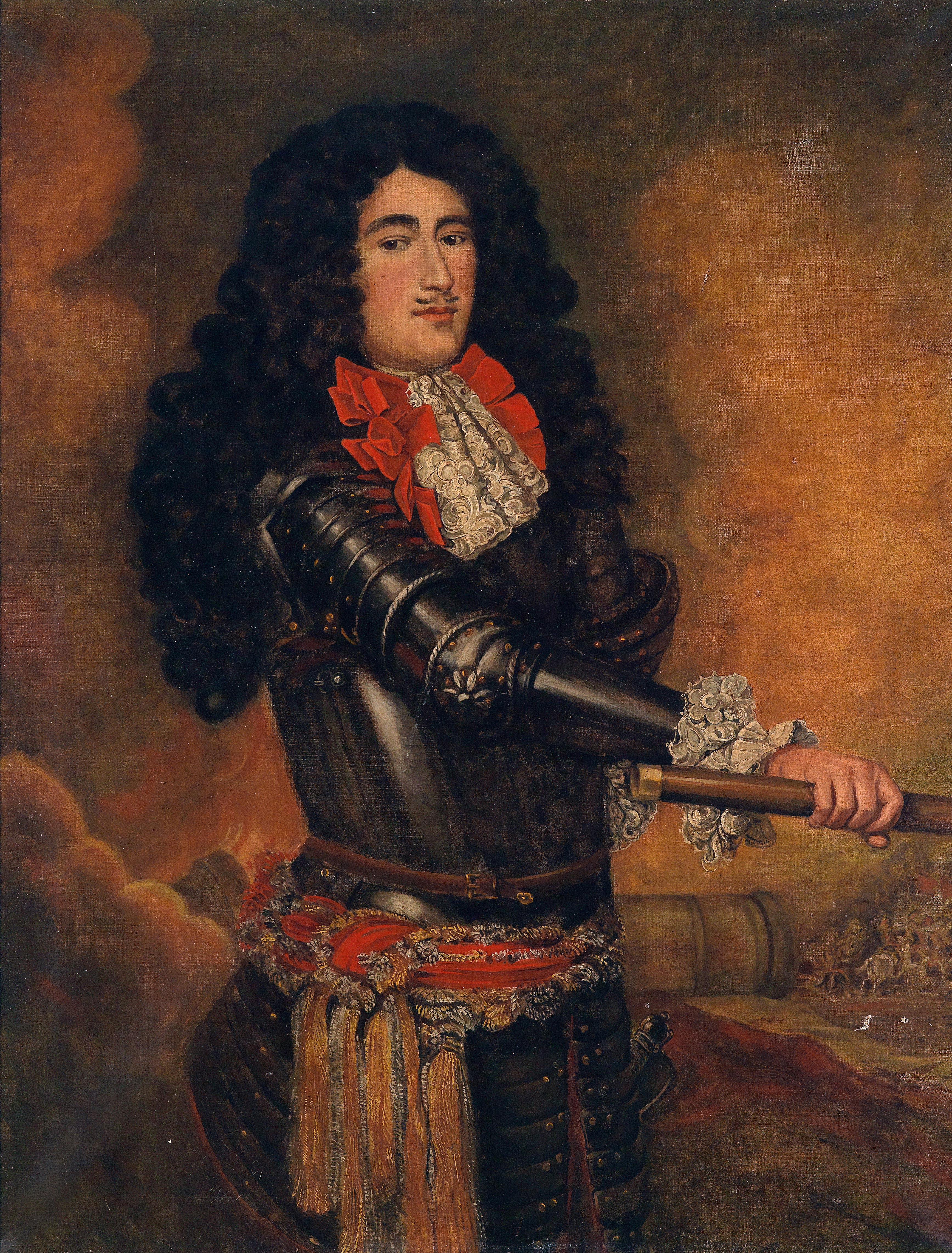
Graf Heinrich VI. Reuß zu Obergreiz

Heinrich VI. Reuß (* 7. Augustjul. / 17. August 1649greg. in Greiz; † 11. Oktoberjul. / 21. Oktober 1697greg. in Szeged) war Graf Reuß zu Obergreiz und kursächsischer Generalfeldmarschall. Als Heerführer nahm er an zahlreichen Schlachten teil und errang besondere Verdienste während des Großen Türkenkrieges.

## Leben

### Kindheit und Jugend
Heinrich VI. war der älteste Sohn des Grafen Heinrich I. Reuß zu Obergreiz (1627–1681) und dessen erster Gemahlin Burggräfin Sibylle Magdalene von Kirchberg (1624–1667). Er folgte seinem Vater 1681 als regierender Graf Reuß zu Obergreiz.
Der Vater, Heinrich der Ältere, war designierter Komtur des Johanniterordens, kaiserlicher Rat, Generalfeldwachtmeister und Oberster, und war 1673 als Mitglied der älteren Linie des Hauses Reuß in den Grafenstand erhoben worden. Die Mutter leitete hauptsächlich die Erziehung ihrer elf Kinder, da der Vater nur wenig daheim sein konnte. Heinrich VI. genoss bis in das 15. Lebensjahr seinen Unterricht im Elternhaus und kam dann zur weiteren Ausbildung an den Hof zu Altenburg, wo er zugleich mit dem Erbprinzen erzogen wurde. Seine geistige und körperliche Entwicklung war äußerst günstig. Nach zwei Jahren bezog er nach Beschluss des Vaters, die Hochschule zu Genf. Hier gab er sich mit Eifer den Wissenschaften und zugleich mit Vorliebe und Geschick ritterlichen Übungen hin. Von Genf ging er nach Lyon, um sich in den ritterlichen Künsten weiter ausbilden zu lassen, mit dem Entschluss, sich ganz dem Kriegsdienst zu widmen. Er bereiste dann Teile Frankreichs und kehrte 1668 nach Obergreiz zurück.

### Beginn der militärischen Laufbahn und erste Verwundung

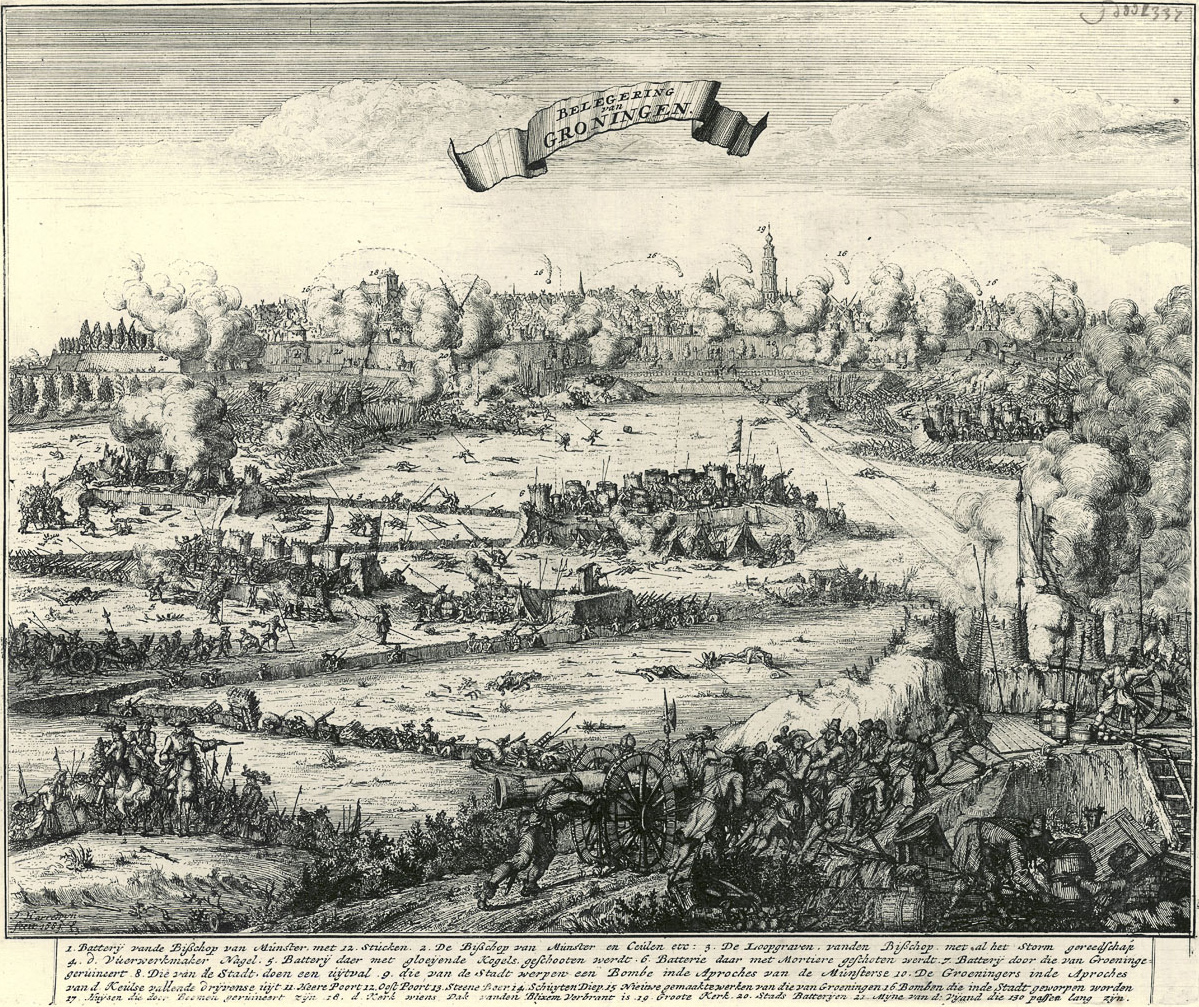
Belagerung von Groningen 1672

Ein Jahr später trat Heinrich VI. in kurfürstlich brandenburgische Kriegsdienste. Er wurde zum Rittmeister im Regiment des Generalmajor von Ellers ernannt. Bei dieser Gelegenheit wurde er Kurfürst Friedrich Wilhelm näher bekannt, der ihm persönlich vertraute und ihn zu seinem Kammerherrn machte. 1672 begann der durch König Ludwig XIV. heraufbeschworene Krieg Frankreichs gegen die Republik Holland, in den auch der Bischof von Münster verwickelt wurde. Ein naher Verwandter Heinrich VI., der braunschweig-lüneburgische Generalwachtmeister Heinrich IV. Reuß zu Untergreiz (1638–1675), stand damals in Münsterischen Diensten. Heinrich VI. bat daraufhin den Kurfürsten um seine Beurlaubung, um Dienst im Regiment seines Vetters zu nehmen. Bald nach seinem Eintritt erhielt er eine Kompanie und die Stelle eines Rittmeisters. Bei der Belagerung der Festung Groningen wurde ihm durch eine Kanonenkugel das Pferd unter dem Leib getötet. Weiterhin übergab sein Vetter ihm noch eine Kompanie Infanterie und ernannte ihn zum Major. Ein derartiges Doppelkommando war damals nichts Ungewöhnliches.
1674 kehrte Heinrich VI. nach Greiz zurück und vermählte sich am 29. Juli mit der Witwe des letzten Freiherrn von Biberstein, Amalie Juliane (1636–1688), einer Schwester Heinrichs IV. Reuß zu Untergreiz. Bald nachher ging er nach Brüssel und trat in spanische Dienste. Hier wurde ihm ein Regiment übertragen, das er anderthalb Jahre hindurch befehligte, dann die spanischen Dienste quittierte und durch Vermittlung des Prinzen Wilhelm von Oranien, damaligen Statthalters der Vereinigten Niederlande und nachherigen Königs von England, in holländische Dienste trat. Hier wurde ihm das Infanterieregiment von Lüzau übertragen, das er 1676 ins Feld führte und mit demselben der Belagerung von Maastricht beiwohnte. Bei dieser Gelegenheit hatte er einen Angriff zu kommandieren, in welchem das von ihm persönlich geführte Bataillon fast vollständig vernichtet wurde und er selbst nur mit Mühe dem Tod entging. Eine Gewehrkugel hatte ihn so schwer am Kopf verwundet, dass er nach beendigtem Sturm in bewusstlosem Zustand unter den Toten aufgefunden wurde. Dadurch wurde er gezwungen, dem Kriegsdienst zu entsagen und in die Heimat zurückzukehren. Gegen Ende des Jahres trat er die Heimreise an, wurde jedoch unterwegs abermals schwer krank und erreichte Greiz erst im Frühjahr 1677.

### Erster Türkenkrieg und der Entsatz von Wien

Zweite Wiener Türkenbelagerung und Entsatz von Wien im September 1683

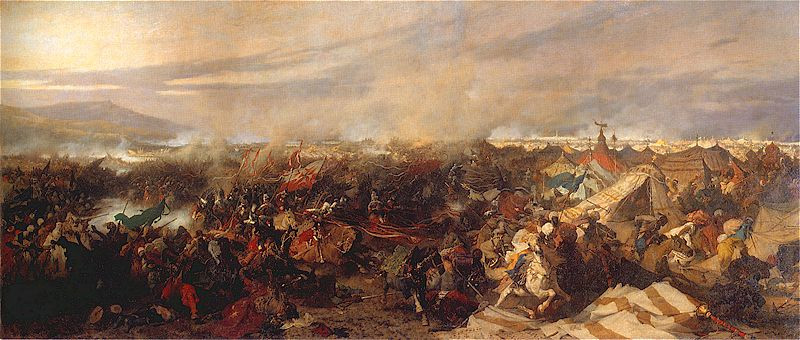
Die Schlacht am Kahlenberg 1683

Markgraf Christian Ernst von Brandenburg-Bayreuth ernannte ihn 1679 zu seinem Geheimen Rat und übertrug ihm die Landeshauptmannsstelle zu Hof, die er bis 1681 erfolgreich verwaltete. In diesem Jahr bewog ihn Kurfürst Johann Georg III. von Sachsen die brandenburgischen Dienste zu verlassen und ernannte ihn zum Kammerherrn und zum Obersten über ein Kavallerieregiment. Später errichtete Graf Heinrich VI. selbst noch ein Dragonerregiment und führte dasselbe 1682 dem Kurfürsten vor. Im Jahre 1683 wurde Kaiser Leopold I. in einen Krieg mit den Türken verwickelt. Die Türken drangen so rasch vor, dass sie ungehindert Wien erreichten und es einschlossen. Die Stadt wurde tapfer verteidigt, war aber nach zwei Monaten kaum noch zu halten. Während dieser Zeit waren an die 50.000 Türken vor Wien gefallen. Von mehreren europäischen Mächten war Wiens Entsatz beschlossen und es eilten deshalb Polen, Brandenburger, Sachsen, Bayern und Reichstruppen in einer Gesamtstärke von 81.000 Mann nach der bedrängten Stadt. Die betreffenden Kriegsherren befanden sich sämtlich im Heer. Heinrich VI. war zum Generalmajor ernannt worden und führte sein Dragonerregiment. Er erhielt den Auftrag zum ersten Angriff auf das türkische Lager und vollzog ihn glänzend. Während dieses Kampfes saß er sechzehn Stunden ununterbrochen zu Pferde. Am 12. September 1683 fiel das Lager der Türken. Die christlichen Heere verloren bei dem Entsatz gegen 2.000 Mann, die Türken über 30.000.

### Belagerung von Mainz und erneute Verwundungen
Es folgten hierauf einige Jahre der Ruhe. Graf Heinrich VI. erlitt dagegen durch den zu Weihnachten 1688 erfolgten Tod seiner Gemahlin einen schweren Verlust. Im nächsten Frühjahr zog er mit dem kurfürstlichen sächsischen Heer an den Rhein, zur Belagerung der von den Franzosen besetzten Festung Mainz. Bei einem Ausfall der Besatzung am 13. Juli, bei welchem 70 Mann von Heinrichs Regiment fielen, erhielt er selbst einen Streifschuss am Kopf, während ihm am 18. August bei Anlegung einer neuen Batterie der linke Arm zerschossen wurde. Der starke Blutverlust machte ihn für einige Zeit kampfunfähig. Nach der Rückeroberung von Mainz verließ Heinrich das Heer und verlebte den Winter abwechselnd in Dresden und Greiz, nahm an den Feldzügen am Rhein im Frühjahr 1690 und 1691 jedoch wiederum teil.
Am 3. Mai 1691 vermählte er sich zum zweiten Mal und zwar mit Freiin Henriette Amalie von Friesen, einer mit Schönheit und allen geistigen Vorzügen reich begabten Dame. Nach dem Tod Johann Georgs III. von Sachsen wollte er sich vom Kriegsdienst zurückziehen, jedoch der Sohn und Nachfolger, Johann Georg IV., brachte ihn davon ab und sandte ihn als Botschafter zu König Wilhelm III. von England und dem Kurfürsten von Bayern, welche damals die verbündeten Armeen in den Niederlanden kommandierten. Kurfürst Johann Georg IV. starb schon nach drei Jahren. Friedrich August I., der Starke, folgte ihm 1694 und ernannte bei seinem Regierungsantritt Graf Heinrich VI. zum Generalfeldzeugmeister. Als Kommandierender der sächsischen Armee führte er diese 1694 wieder an den Rhein. Dieser Feldzug blieb zwar ohne hervorragende Schlachten, doch für seine Verdienste ernannte August der Starke ihn zum Geheimen Kriegsrat.

### Zweiter Türkenkrieg und Heldentod
Im Jahr 1695 schickte der Kurfürst eine starke Anzahl Hilfstruppen nach Ungarn zur kaiserlichen Armee gegen die Türken. August der Starke kommandierte als Oberbefehlshaber das gesamte verbündete Heer und Heinrich VI., unter ihm, die sächsische Armee. Der Krieg setzte sich bis in das Jahr 1696 fort. Während der blutigen Schlacht bei Temeswar litt Heinrich an der Gicht. Als die Gefahr für die verbündete Armee jedoch stieg, saß er auf und verhinderte an der Spitze seines Heeres noch zur rechten Zeit den nahen Sieg der Türken.

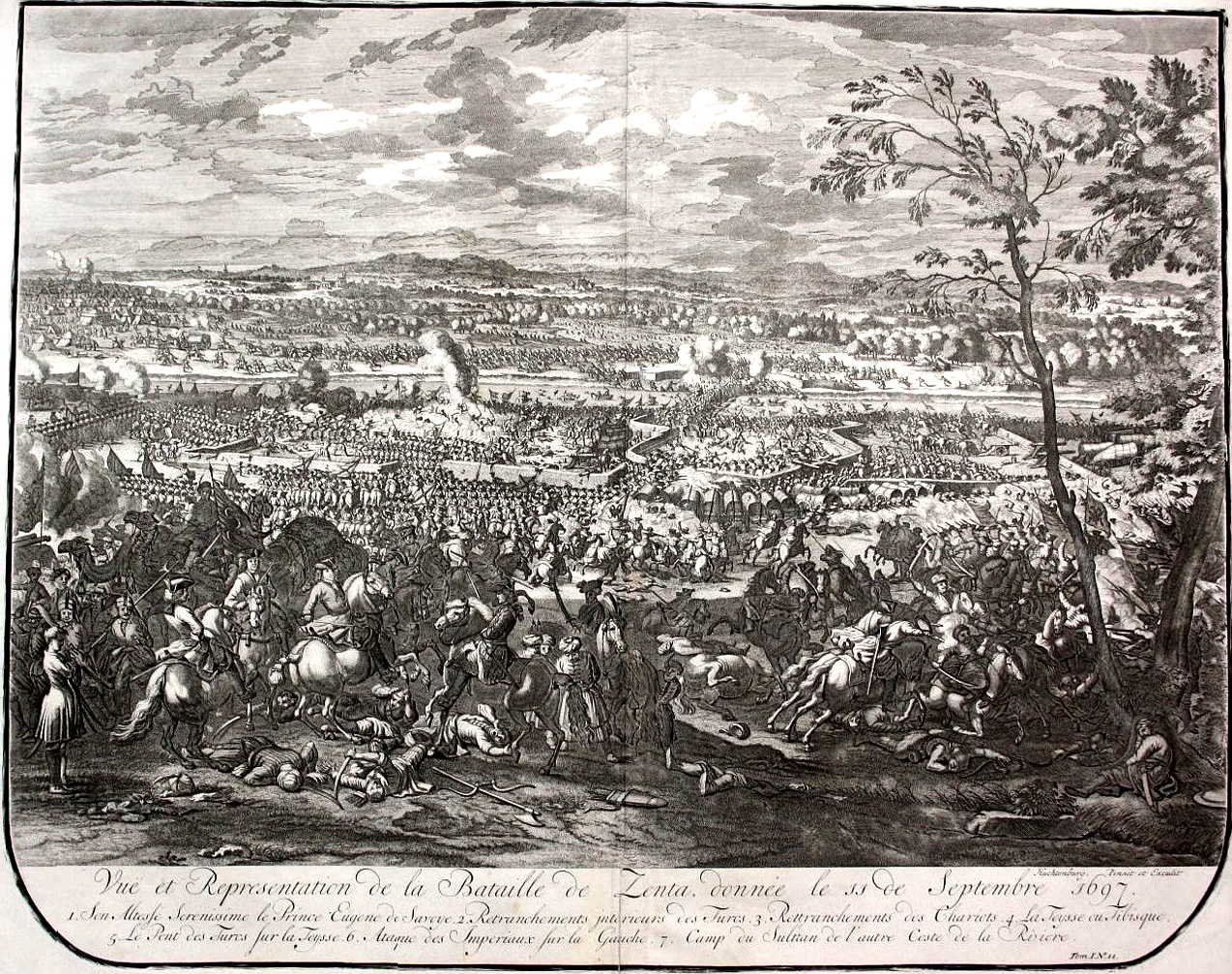
Die Schlacht bei Zenta 1697

August der Starke bestieg 1697 als König den polnischen Thron. Er sandte dem Kaiser abermals Hilfstruppen nach Ungarn und zwar unter dem Kommando Heinrichs. Den Oberbefehl über das gesamte Heer führte diesmal Prinz Eugen von Savoyen. Am Morgen des 1. Septemberjul. / 11. September 1697greg. begann die Entscheidungsschlacht bei Zenta und am Abend war eine der furchtbarsten Schlachten beendet und zugleich einer der glorreichsten Siege der Geschichte errungen. Das christliche Heer hatte gesiegt und dadurch ganz Mitteleuropa von schwerer Gefahr gerettet. Die Türken waren vernichtend geschlagen worden und zu jedem weiteren Vordringen unfähig. Der Sieg der Christen wurde mit schweren Opfern erkämpft. Auch Heinrich VI. Reuß zählte zu diesen. Er kommandierte beim Angriff das erste Treffen. Durch die feindlichen Kugeln wurde ihm zunächst das Pferd zweimal verwundet, dann traf ihn eine Büchsenkugel in den ausgestreckten rechten Vorderarm, die sich bis zur Schulter fortbohrte. Leichtere Verwundungen folgten; auch empfing das Pferd einen dritten Schuss. Trotz Schmerz und Blutverlust blieb er an der Spitze seines Heeres, weil dessen Reihen zu wanken begannen. Er rief seiner Umgebung zu: „Es gilt jetzt, daß redlich gefochten und rühmlich gestorben werde. Ich werde mit Euch siegen oder sterben. Keiner soll das Geringste mehr thun, als das ich thue!“ – Nach längerem Gemetzel geriet das Türkenheer in Unordnung und suchte sein Heil in der Flucht. Hinter einer Wagenburg versteckt, feuerte noch ein Schwarm Janitscharen auf die Nachsetzenden. Von diesen Kugeln empfing Heinrich eine mit solcher Gewalt in den linken Schenkel, dass er von der Heftigkeit des Schlages betäubt wurde. Auch sein Pferd bekam einen vierten Schuss und stürzte.
Der verwundete Heerführer wurde nach der Festung Szegedin gebracht. Später eilte auch die Gemahlin des Helden herbei. Sie hatte nach empfangener Nachricht sofort die weite Reise unternommen. Nach verschiedenen Operationen starb Graf Heinrich VI. Reuß am 11. Oktober um Mitternacht im Alter von 48 Jahren. Vor seinem Tode empfing er noch die höchste Anerkennung des Kaisers; Prinz Eugen hatte dort Bericht über seinen Kampfgenossen erstattet. Die Nachricht aber, dass ihn August der Starke zum königlich polnischen Generalfeldmarschall ernannt hatte, erreichte ihn nicht mehr, obgleich das Patent bereits am 20. September in Krakau ausgefertigt worden war. Bei der Sektion zeigte sich, dass der Oberschenkelknochen vom Knie bis zur Hüfte total zerschmettert war. Die Kugel selbst fand sich, breitgedrückt, im Hüftmuskel. Der Leichnam wurde, begleitet von der Witwe des Helden und unter starker militärischer Bedeckung, von Szegedin über Ofen und Preßburg, durch Böhmen und Sachsen nach Greiz gebracht, wo er am 22. Dezember 1697 ankam. Das Pferd des Grafen überlebte diesen um fast 30 Jahre und wurde neben dem Oberen Schloss bestattet. Über diesem Grab wurde eine Eiche gepflanzt, welche heute als Zentaeiche bekannt ist. Zudem gibt es seit Ende des 19. Jahrhunderts  in der Greizer Neustadt die Zentastraße.

## Nachkommen
Heinrich VI. heiratete in erster Ehe am 29. Juli 1674 in Forst Amalie Juliane (1636–1688), Tochter Heinrichs V. Reuß zu Untergreiz, verwitwete Freifrau von Biberstein, mit der er nur eine Tochter hatte:
- Gräfin Ferdinande Charlotte (* 13. Juni 1675; † 20. Juli 1723)

Aus seiner zweiten Ehe mit Freiin Henriette Amalie von Friesen (1668–1732), die er am 3. Mai 1691 in Leipzig geheiratet hatte, stammen folgende Kinder:
- Graf Heinrich I. Reuß zu Obergreiz (* 29. Dezember 1693; † 7. September 1714)
- Gräfin Johanna Margarete (* 18. Februar 1695; † 20. März 1766)
- Graf Heinrich II. Reuß zu Obergreiz (* 4. Februar 1696; † 17. November 1722)